# HD 144889
HD 144889，又名BD+22 2926，SAO 84202、HR 6005，是一颗恒星，视星等为6.14，位于銀經37.26，銀緯45.38，其B1900.0坐标为赤經16h 3m 2.1s，赤緯+22° 45.38′ 28″。